# Niko Kranjčar
Niko Kranjčar (Zagreb, Croacia, 13 de agosto de 1984) es un exfutbolista croata que jugaba de centrocampista.
Es hijo del fallecido exentrenador de la selección nacional de Croacia Zlatko Kranjčar.

## Trayectoria
Descrito por la prensa como una de las mayores esperanzas del fútbol croata, en la tradición de Zvonimir Boban, supervisado por los principales clubes europeos como el AC Milan, el Bayern de Múnich, el Celtic, el AS Monaco FC y el Olympique Lyonnais. El 31 de agosto de 2006, finalmente firmó un contrato de cuatro años con el Portsmouth. La tasa de transferencia fue de 4,5 millones de euros. En el último día del periodo de transferencia inglés, el 1 de septiembre de 2009, lo fichó el Tottenham por una cifra estimada de 4 000 000 £.
El futbolista admitió el 6 de junio de 2012 que tras la Eurocopa de ese mismo año ficharía por el Dinamo Kiev.
En abril de 2018, como consecuencia de los problemas físicos que padecía, su padre anunció que no volvería a jugar más.

## Selección nacional
Fue internacional con la selección de fútbol de Croacia en 81 ocasiones y anotó 15 goles.

### Participaciones en Copas del Mundo
| Mundial                        | Sede     | Resultado    |
| ------------------------------ | -------- | ------------ |
| Copa Mundial de Fútbol de 2006 | Alemania | Primera fase |

## Clubes
| Club                               | País           | Año       |
| ---------------------------------- | -------------- | --------- |
| G. N. K. Dinamo Zagreb             | Croacia        | 2001-2005 |
| H. N. K. Hajduk Split              | Croacia        | 2005-2006 |
| Portsmouth F. C.                   | Inglaterra     | 2006-2009 |
| Tottenham Hostpur F. C.            | Inglaterra     | 2009-2012 |
| F. C. Dinamo de Kiev               | Ucrania        | 2012-2016 |
| Queens Park Rangers F. C. (cedido) | Inglaterra     | 2013-2015 |
| New York Cosmos                    | Estados Unidos | 2016      |
| Rangers F. C.                      | Escocia        | 2016-2018 |

## Palmarés

### Campeonatos nacionales
| Título               | Club                   | País       | Año  |
| -------------------- | ---------------------- | ---------- | ---- |
| Copa de Croacia      | G. N. K. Dinamo Zagreb | Croacia    | 2001 |
| Copa de Croacia      | G. N. K. Dinamo Zagreb | Croacia    | 2002 |
| Supercopa de Croacia | G. N. K. Dinamo Zagreb | Croacia    | 2002 |
| Prva HNL             | G. N. K. Dinamo Zagreb | Croacia    | 2003 |
| Supercopa de Croacia | G. N. K. Dinamo Zagreb | Croacia    | 2003 |
| Prva HNL             | H. N. K. Hajduk Split  | Croacia    | 2005 |
| Supercopa de Croacia | H. N. K. Hajduk Split  | Croacia    | 2005 |
| FA Cup               | Portsmouth F. C.       | Inglaterra | 2008 |